# Hamish Purdy
Hamish Forrest Purdy (* in Vancouver) ist ein kanadischer Szenenbildner.

## Leben
Purdy wuchs in Vancouver auf, wo er die University of Victoria und die University of British Columbia besuchte. Sein Debüt hatte er 1992 im Filmstab eines in Vancouver gedrehten Independent-Films, Impolite. Bis Ende der 1990er Jahre arbeitete er an einigen Fernsehproduktionen; seine Mitarbeit an größeren Filmprojekten blieb in dieser Zeit ohne Nennung im Abspann. Mit Beginn der 2000er Jahre arbeitete er an großen Hollywoodproduktionen wie Riddick: Chroniken eines Kriegers, Sucker Punch und Man of Steel. Gemeinsam mit Jack Fisk war er für seine Arbeit an The Revenant – Der Rückkehrer bei der Oscarverleihung 2016 für den Oscar in der Kategorie Bestes Szenenbild nominiert.
Er lebt mit seiner Frau in Vancouver, aus der Ehe gingen drei Kinder hervor.

## Filmografie (Auswahl)
- 2003: The Core – Der innere Kern (The Core)
- 2004: Riddick: Chroniken eines Kriegers (The Chronicles of Riddick)
- 2006: Miami Vice
- 2009: Watchmen – Die Wächter (Watchmen)
- 2011: Planet der Affen: Prevolution (Rise of the Planet of the Apes)
- 2011: Sucker Punch
- 2012: The Cabin in the Woods
- 2013: Man of Steel
- 2014: Step Up: All In
- 2015: The Revenant – Der Rückkehrer (The Revenant)
- 2016: Monster Trucks
- 2017: Power Rangers
- 2018: Predator – Upgrade (The Predator)

## Auszeichnungen (Auswahl)
- 2016: Oscar-Nominierung in der Kategorie Bestes Szenenbild für The Revenant – Der Rückkehrer